# Адміністративний устрій Сакського району
Адміністративний устрій Сакського району — адміністративно-територіальний поділ Сакського району АР Крим на 2 селищні та 23 сільські ради, які підпорядковані Сакській районній раді та об'єднують 79 населених пунктів. Адміністративний центр — місто республіканського значення Саки, що до складу району не входить.

## Список рад Сакського району
| №  | Назва                        | Центр             | Населені пункти                                                                            | Площа км² | Місце за площею | Населення (2001), чол. | Місце за населенням |
| -- | ---------------------------- | ----------------- | ------------------------------------------------------------------------------------------ | --------- | --------------- | ---------------------- | ------------------- |
| 1  | Новофедорівська селищна рада | с-щеНовофедорівка | с-щеНовофедорівка                                                                          |           |                 |                        |                     |
| 2  | Вересаєвська сільська рада   | c. Вересаєве      | c. Вересаєве c. Глінка                                                                     |           |                 |                        |                     |
| 3  | Веселівська сільська рада    | c. Веселівка      | c. Веселівка c. Владне c. Наташине c. Порфирівка                                           |           |                 |                        |                     |
| 4  | Виноградівська сільська рада | c. Виноградове    | c. Виноградове c. Вітрівка                                                                 |           |                 |                        |                     |
| 5  | Воробйовська сільська рада   | c. Воробйове      | c. Воробйове c. Мамут-Бай c. Яни Кьогенеш c. Шишкине                                       |           |                 |                        |                     |
| 6  | Геройська сільська рада      | c. Геройське      | c. Геройське c. Ярке                                                                       |           |                 |                        |                     |
| 7  | Добрушинська сільська рада   | c. Добрушине      | c. Добрушине c. Єлизаветове c. Ізвесткове c. Солдатське c. Шалаші                          |           |                 |                        |                     |
| 8  | Зернівська сільська рада     | c. Зернове        | c. Зернове c. Низинне                                                                      |           |                 |                        |                     |
| 9  | Іванівська сільська рада     | c. Іванівка       | c. Іванівка c. Жайворонки                                                                  |           |                 |                        |                     |
| 10 | Кольцовська сільська рада    | c. Кольцове       | c. Кольцове c. Вогневе c. Нива                                                             |           |                 |                        |                     |
| 11 | Крайненська сільська рада    | c. Крайнє         | c. Крайнє c. Вершинне c. Трудове                                                           |           |                 |                        |                     |
| 12 | Кримська сільська рада       | c. Кримське       | c. Кримське c. Валентинове c. Ігорівка c. Степове                                          |           |                 |                        |                     |
| 13 | Ліснівська сільська рада     | c. Ліснівка       | c. Ліснівка c. Володимирівка c. Гаршине c. Куликівка c. Прибережне                         |           |                 |                        |                     |
| 14 | Митяївська сільська рада     | c. Митяєве        | c. Митяєве c. Долинка c. Журавлі c. Листове c. Шовковичне                                  |           |                 |                        |                     |
| 15 | Молочненська сільська рада   | c. Молочне        | c. Молочне c. Абрикосівка c. Вітине                                                        |           |                 |                        |                     |
| 16 | Оріхівська сільська рада     | c. Оріхове        | c. Оріхове c. Михайлівка c. Червоне c. Чоботарка                                           |           |                 |                        |                     |
| 17 | Охотниківська сільська рада  | c. Охотникове     | c. Охотникове c-ще Громовка c-ще Кар'єрне c. Наумівка c. Орлянка c-ще Рунне                |           |                 |                        |                     |
| 18 | Ромашкінська сільська рада   | c. Ромашкине      | c. Ромашкине c. Колоски                                                                    |           |                 |                        |                     |
| 19 | Сизівська сільська рада      | c. Сизівка        | c. Сизівка c. Водопійне c. Іллінка c. Лугове                                               |           |                 |                        |                     |
| 20 | Стовпівська сільська рада    | c. Стовпове       | c. Стовпове c. Лушине                                                                      |           |                 |                        |                     |
| 21 | Суворовська сільська рада    | c. Суворовське    | c. Суворовське c. Велике c. Жовтокам'янка c. Каменоломня c. Лиманне c. Побєдне c. Тунельне |           |                 |                        |                     |
| 22 | Уютненська сільська рада     | c. Уютне          | c. Уютне                                                                                   |           |                 |                        |                     |
| 23 | Фрунзенська сільська рада    | c. Багайли        | c. Багайли                                                                                 |           |                 |                        |                     |
| 24 | Штормівська сільська рада    | c. Штормове       | c. Штормове c. Криловка c. Попівка c. Привітне c. Хуторок                                  |           |                 |                        |                     |

* Примітки: м. — місто, с-ще — селище, смт — селище міського типу, с. — село